# Chaigneau Peak
Der Chaigneau Peak (französisch Pic Chaigneau) ist ein 760 m hoher und spitzer Berg an der Graham-Küste des Grahamlands auf der Antarktischen Halbinsel. Er ragt unmittelbar südöstlich des Blanchard Ridge auf.
Die erste Sichtung des Bergs geht vermutlich auf Teilnehmer der Belgica-Expedition (1897–1899) des belgischen Polarforschers Adrien de Gerlache de Gomery zurück. Teilnehmer der Fünften Französischen Antarktisexpedition (1908–1910) unter der Leitung des Polarforschers Jean-Baptiste Charcot nahmen eine Karierung vor. Charcot benannte den Berg nach Juan Federico Chaigneau, damaliger Gouverneur der Provinz Magallanes in Chile, welcher Charcots Forschungsreise behilflich war. Das Advisory Committee on Antarctic Names überführte 1951 die französische Benennung ins Englische.